# Spring Lake
Spring Lake es una villa ubicada en el condado de Ottawa en el estado estadounidense de Míchigan. En el Censo de 2010 tenía una población de 2323 habitantes y una densidad poblacional de 515,47 personas por km².

## Geografía
Spring Lake se encuentra ubicada en las coordenadas 43°4′24″N 86°11′39″O / 43.07333, -86.19417. Según la Oficina del Censo de los Estados Unidos, Spring Lake tiene una superficie total de 4.51 km², de la cual 3.06 km² corresponden a tierra firme y (32.18%) 1.45 km² es agua.

## Demografía
Según el censo de 2010, había 2323 personas residiendo en Spring Lake. La densidad de población era de 515,47 hab./km². De los 2323 habitantes, Spring Lake estaba compuesto por el 96.73% blancos, el 0.22% eran afroamericanos, el 0.77% eran amerindios, el 0.26% eran asiáticos, el 0.09% eran isleños del Pacífico, el 0.65% eran de otras razas y el 1.29% pertenecían a dos o más razas. Del total de la población el 1.76% eran hispanos o latinos de cualquier raza.